# McDonald's All-American Game
Il McDonald's All-American Game è un incontro di esibizione di pallacanestro, che viene giocata ogni anno dai migliori cestisti e cestiste provenienti dalle high school di tutti gli Stati Uniti d'America. L'evento è sponsorizzato dalla catena di fast food McDonald's.

## Partecipanti
Composte dai migliori 24 giocatori statunitensi e canadesi dell'ultimo anno di high school, le squadre si affrontano in un unico incontro di esibizione, al termine della stagione cestistica. Proprio come l'NBA All-Star Game, fanno parte dell'evento una gara di schiacciate e una gara di tiro da tre.

## Storia
La prima partita del McDonald's All-American Game venne organizzata nel 1977, tra la selezione dei migliori giocatori della nazione e i migliori giocatori degli Stati di Washington, Maryland e Virginia. In quella squadra figuravano futuri giocatori professionisti come Magic Johnson, Albert King e Gene Banks. Dal 1978 la partita venne organizzata a livello nazionale, tra i migliori giocatori dell'Est e dell'Ovest degli Stati Uniti. Nel 2002 venne istituito il McDonald's All-American Game per le giocatrici.
Dal 1978, solo in due occasioni una squadra di college ha vinto il titolo NCAA senza annoverare un giocatore McDonald's All-American nella propria rosa: Maryland (nel 2002) e Connecticut (nel 2014).

## I 35 migliori giocatori di sempre
Nel 2012, in occasione del 35º anniversario del primo McDonald's All-American Game, gli organizzatori hanno selezionato una lista dei 35 migliori giocatori di sempre ad aver partecipato all'evento. Essi sono:
- Magic Johnson (1977)
- Clark Kellogg (1979)
- Ralph Sampson (1979)
- Isiah Thomas (1979)
- Dominique Wilkins (1979)
- James Worthy (1979)
- Sam Perkins (1980)
- Doc Rivers (1980)
- Patrick Ewing (1981)
- Michael Jordan (1981)
- Chris Mullin (1981)
- Kenny Smith (1983)

- Danny Manning (1984)
- Larry Johnson (1987)
- Christian Laettner (1988)
- Alonzo Mourning (1988)
- Bobby Hurley (1989)
- Shaquille O'Neal (1989)
- Grant Hill (1990)
- Glenn Robinson (1991)
- Jason Kidd (1992)
- Jerry Stackhouse (1993)
- Vince Carter (1995)
- Kevin Garnett (1995)

- Paul Pierce (1995)
- Kobe Bryant (1996)
- Jay Williams (1999)
- Carmelo Anthony (2002)
- Amar'e Stoudemire (2002)
- LeBron James (2003)
- Chris Paul (2003)
- Dwight Howard (2004)
- Kevin Durant (2006)
- Derrick Rose (2007)